# Rue Antoine-Hajje
La rue Antoine-Hajje est une voie du 15e arrondissement de Paris, en France.

## Situation et accès
La rue Antoine-Hajje est une voie publique située dans le 15e arrondissement de Paris. Elle débute au 93, rue Saint-Charles et se termine en impasse.

## Origine du nom
Elle porte le nom d'Antoine Hajje (1904-1941), avocat communiste français d'origine syrienne, mort pour la France. Membre de l'Association juridique internationale, puis résistant, il est fusillé au Mont Valérien le 21 septembre 1941.

## Historique
Cette voie ouverte en tant qu'impasse par un arrêté du 12 décembre 1935 reçoit sa dénomination actuelle par un arrêté du 28 octobre 1954.